# Arthur Rosenheim

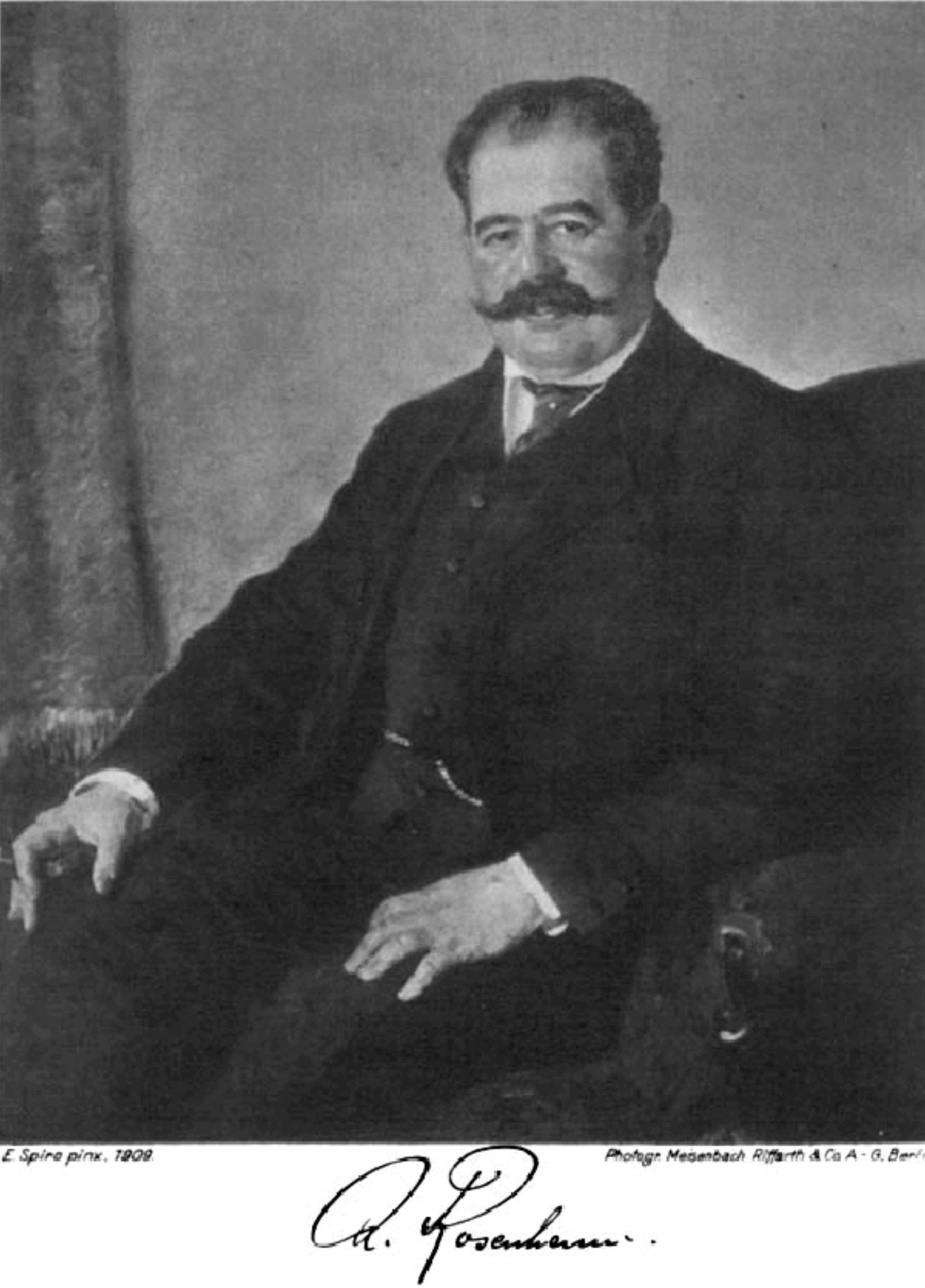
Arthur Rosenheim, 1909

Arthur Rosenheim (* 17. August 1865 in New York City; † 21. März 1942 in Berlin) war ein deutscher Chemiker.

## Leben
Arthur Rosenheim war der Sohn eines Bankiers und kam 1873 mit seinen Eltern nach Berlin. Er studierte 1884 bis 1888 Naturwissenschaften an den Universitäten von Heidelberg, München und Berlin. Hier war er Schüler von Carl Rammelsberg und promovierte 1888 mit einer Dissertation Über Vanadinwolframsäure: Ein Beitrag zur Kenntnis der complexen anorganischen Säuren. Anschließend studierte er Elektrochemie an der Technischen Hochschule München.
Ab 1890 war Rosenheim Assistent am II. Chemischen Institut in Berlin. Dort gründete er 1891 mit Carl Friedheim in der Chausseestraße 8 das private Wissenschaftlich-chemische Laboratorium Berlin N. Als Friedheim 1897 nach Bern ging, führte Rosenheim das Laboratorium mit Richard Joseph Meyer fort. Rosenheim wurde 1906 außerordentlicher Professor und 1921 ordentlicher Professor für Physikalische Chemie an der Universität Berlin.
Er wurde auch Vizepräsident der Deutschen Chemischen Gesellschaft (DChG). 1933 wurde ihm wegen seiner jüdischen Herkunft die Lehrbefugnis entzogen. Auch die DChG entließ ihn im selben Jahr.
Rosenheim arbeitete hauptsächlich auf dem Gebiet der Iso- und Heteropolysäuren. Sein Schüler Gerhart Jander führte die Arbeiten fort.